# VEX
VEX (영어: Vest EXoskeleton)는 현대자동차 및 기아가 개발했으며, 근로자들의 근력을 보조해주는 산업용 착용 로봇이다. 흔히 벡스라고 불린다.

## 상세
VEX는 의자형 착용로봇 CEX에 이은 두 번째 산업용 웨어러블 로봇으로, 2019년 9월 4일 상향 작업 근로자들을 위해 개발되었다. 가장 큰 특징은 전기 공급이 필요 없는 형태로 개발되었으며, 구명조끼처럼 간편하게 착용 가능하다. 또한, 다축 궤적 구조와 멀티링크 구조의 근력보상장치가 적용되어 활동성과 내구성이 높다. 내장된 관절 구조와 여러 개의 스프링이 신체의 움직임과 동역학적으로 결합돼 최대 5.5kgf까지 힘을 발휘할 수 있다.

## 제원
| 구분              | 내용                |
| ----------------- | ------------------- |
| 무게              | 2.5㎏               |
| 길이 조절         | 18cm                |
| 보조력            | Lv1-6 (Lv3 : 6.5Nm) |
| 지원 각도         | -100~70º            |
| 작동 원리         | Multi-Link          |
| 어깨관절 매커니즘 | Polycentric         |

## 같이 보기
- 로봇
- 웨어러블 로봇
- 현대자동차
- 기아